# Hydra (cómic)
Hydra es una organización terrorista ficticia que aparece en los cómics estadounidenses publicados por Marvel Comics. El nombre de «Hydra» no es un acrónimo, sino que es una alusión al antiguo monstruo de la mitología griega Hidra de Lerna. La organización también hace referencia al mito de la Hidra en su lema que dice «si se corta una cabeza, dos más tomarán su lugar», proclamando su capacidad para reagruparse tras la derrota y volverse más poderosa frente a la resistencia de sus enemigos.
Originalmente es una organización nazi dirigida por Red Skull durante la Segunda Guerra Mundial, el Barón Wolfgang von Strucker la convierte en un sindicato del crimen internacional neonazi, una vez que tomó el control. Los agentes de Hydra a menudo usan un atuendo verde distintivo con un motivo de serpiente. Los planes de Hydra para dominar el mundo son frustrados regularmente por los superhéroes del Universo Marvel y la organización de inteligencia S.H.I.E.L.D.
Hydra ha aparecido en varias adaptaciones de medios, incluidas películas, series de televisión y videojuegos. Desempeña un papel importante en el Universo cinematográfico de Marvel.

## Historia de publicación

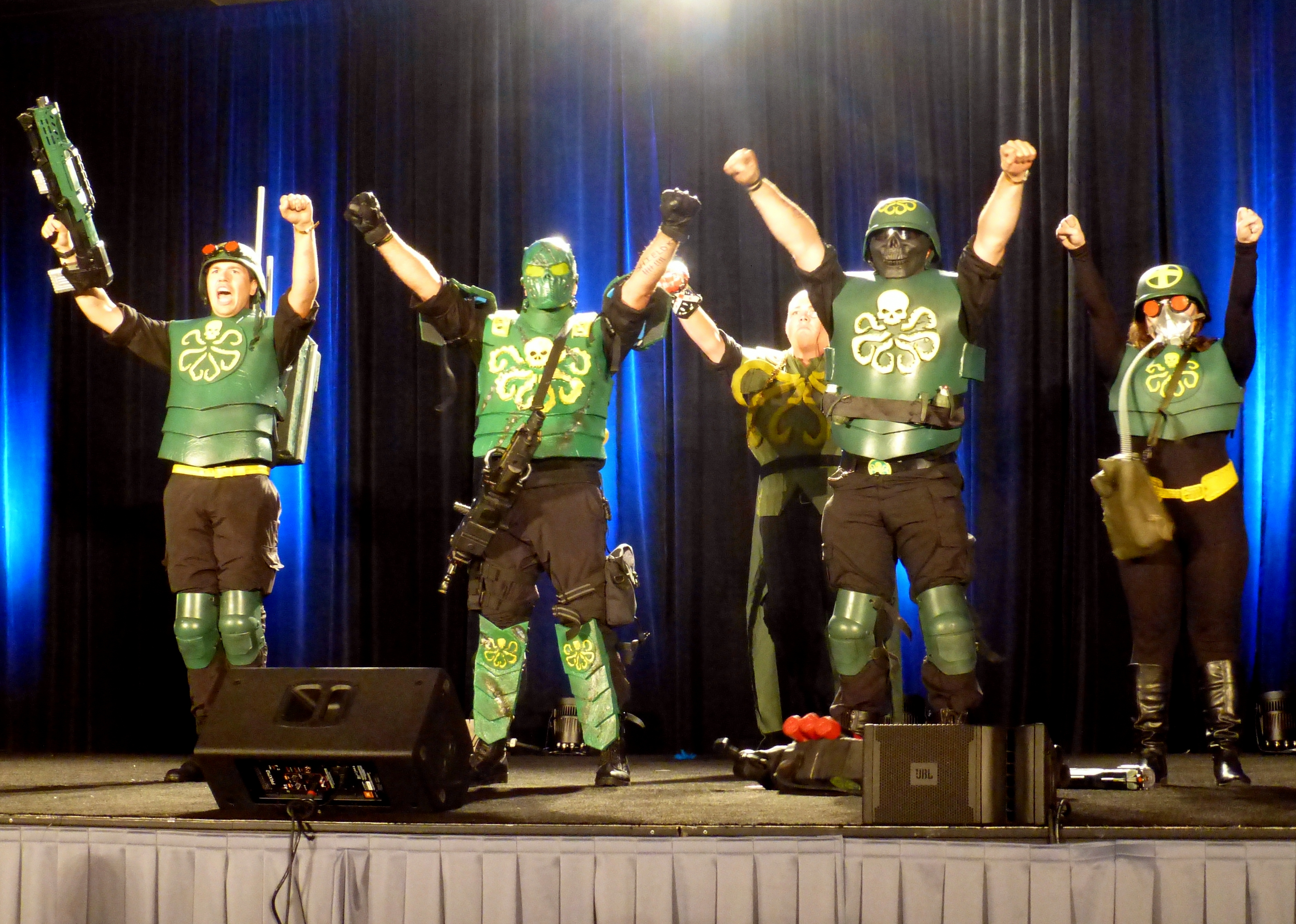
Cosplay de soldados de Hydra.

Esta organización realizó su primera aparición en Strange Tales N.º 135. En un principio era comandada por el ejecutivo Arnold Brown, quien fue asesinado por la agencia S.H.I.E.L.D., Hydra pronto regresaría, esta vez, a cargo del Barón Wolfgang von Strucker, con el apoyo del nazi Red Skull. Antes de su derrota, muchas de las divisiones de Hydra terminaron independizándose y no guardaron relación alguna con la organización. La primera división científica de Hydra fue A.I.M. (en inglés: Advanced Idea Mechanics), que luego se independizaría. Otras de las divisiones eran Them y el Imperio Secreto.
Crypt of Shadows #3, publicado en 1973, reimprimió una historia de Menace #10 de 1954, pero con un cambio en una línea de diálogo que implicaba erróneamente que Hydra fue mencionada por primera vez en el número de 1954. En la reimpresión, el diálogo de un agente perteneciente a un gobierno enemigo no especificado fue cambiado para identificarse a sí mismo trabajando para Hydra cuando pagó a un científico llamado Dr. Nostrum por información sobre una bomba de cobalto que convirtió a las personas en monstruos. El Dr. Nostrum disparó a todos los otros científicos en su equipo después de que se convirtieron en monstruos, y luego, traumado, se pegó un tiro cuando su hijo puso una imagen de una revista de monstruos en su espejo.

## Organización
Antes de que la humanidad evolucionara, una camarilla de reptoides inmortales encapuchados vino a la Tierra, planeando comenzar un legado de maldad. Millones de años después, corrompieron una sociedad secreta asiática de genios conocida como la Hermandad de la Lanza, eso provocó que la Hermandad del Escudo llamara a ese grupo «la Bestia». La corrompida Hermandad de la Lanza se extendió, engranándose como una serpiente de múltiples cabezas en todas las facetas de la sociedad humana, desde la magia hasta la ciencia y la política. A medida que pasaba el tiempo, el nombre de la organización cambió e incluía la secta cátara y la Sociedad Thule. El subgrupo Nazi, financiado por la Sociedad Thule, fue llevado al redil principal de Hydra después del final de la Segunda Guerra Mundial.
Uno de los miembros nazis, el barón Wolfgang von Strucker, tomó rápidamente el control de la organización Hydra y la reestructuró para dedicarse a la dominación mundial a través de actividades terroristas y subversivas en varios frentes, dando como resultado un nuevo orden neofascista global. Con este fin, el Barón von Strucker usó su fortuna personal, basada en su tesoro recuperado de los saqueos nazis de la Segunda Guerra Mundial, y fondos establecidos por los líderes originales de la sociedad secreta japonesa que se convirtió en parte de la antigua Hydra. Sin embargo, después de la primera vez que muere von Strucker, Hydra se dividió en facciones (como A.I.M., Imperio Secreto, Them, etc.) y cada una adoptó su propio modus operandi reorganizado. Finalmente, esta fragmentación conduciría a una guerra civil de Hydra, incluso después de la resurrección de von Strucker.
Según los archivos descubiertos por Nick Fury, Hydra se divide en cuatro sectores independientes:
- Corporaciones internacionales: frentes creados utilizando un negocio legítimo para ocultar actividades ilícitas.
- Activos del gobierno: individuos dentro de la cadena de mando. Recursos a largo plazo que se benefician de la rotación mínima inherente a las burocracias.
- Grupos criminales globales: organizaciones subsidiarias creadas para objetivos a corto plazo. También se utilizan para desviar el interés no deseado de la comunidad policial global.
- Reunión de inteligencia: S.H.I.E.L.D. y todos sus recursos subyacentes.[5] Hydra considera a S.H.I.E.L.D. como su «activo de inteligencia proactivo más valioso» mientras que sus activos gubernamentales incluyen el Departamento del Tesoro de los Estados Unidos, FBI y la NSA, así como el Servicio de inteligencia de seguridad canadiense y el GRU y SVR de Rusia.[5]

Nick Fury teorizó que sus éxitos anteriores contra Hydra fueron una farsa para hacerle creer que estaba avanzando contra el grupo o que se trataba de una manipulación por parte de Hydra para eliminar cualquier posible competencia o posibles suborganizaciones deshonestas.
Después de la Invasión Secreta y la segunda muerte del Barón von Strucker, hubo una serie de luchas de poder que finalmente dejaron a Hydra sin un líder formal. La astillada de Hydra se aceleró, con varias células operando de forma aparentemente independiente. Finalmente, Red Skull volviendo a sus creencias nazis, comenzó a construir una nueva Hydra desde cero. Sin embargo, esto lo puso en conflicto con el Barón Zemo, quien estaba tratando de controlar lo que quedaba de la antigua Hydra.
Red Skull convenció a su ahora consciente Cubo Cósmico, Kobik, de cooperar con S.H.I.E.L.D. en la creación de Pleasant Hill y descubrió que Kobik podía alterar los recuerdos de las personas para hacerles creer que habían sido miembros de Hydra de la cual Red Skull les había contado historias. Sin embargo, Red Skull no se dio cuenta de que la Hydra que él estaba construyendo y la Hydra de la que Kobik había creado falsos recuerdos eran dos cosas diferentes, ahora el Capitán América de Hydra desobedece a Red Skull y planea algo más.

## Tecnología
El nivel de tecnología de Hydra es tan avanzado como el de cualquier otro en la Tierra, basado en parte en la tecnología de los alienígenas descubiertos por el Barón von Strucker en 1944. Hydra usa varios vehículos y dispositivos experimentales avanzados en sus actividades, y varios vehículos militares convencionales, naves espaciales, aviones, pistolas y blásteres de fuerza de impacto estándar, y equipos de comunicaciones convencionales.
El personal de Hydra recibe trajes con capucha, que han incluido varios diseños a lo largo de los años. Originalmente, los uniformes eran verdes con el diseño de una H en amarillo, y más tarde incorporaron un esquema de color rojo y marrón, pero con el tiempo se cambiaron a verde con un decorado de serpiente.

## Historia
La historia de Hydra como se describe en la continuidad del Universo Marvel es larga, tumultuosa e intrincada, abarcando milenios, y se remonta a la tercera dinastía de Egipto, con todas las referencias al antiguo grupo desapareciendo alrededor del Renacimiento. La encarnación moderna de Hydra se originó cuando el maestro espía nazi conocido como Red Skull tomó el control de una sociedad secreta asiática llamada la Hermandad de la Lanza, fusionándola con una organización oculta de los alemanes, la Sociedad Thule.
Algún tiempo antes de 1943, Red Skull comenzó a crear una célula de Hydra en Japón, fusionando varias sociedades secretas japonesas subterráneas, incluyendo a una facción de La Mano, con varios miembros fugitivos de la Alemania Nazi y el Japón Imperial, para convertirse en la Hydra moderna. Esta encarnación de Hydra operó en Japón, dirigida por un militarista japonés conocido como el Hydra Supremo, y en Alemania, bajo el control de Red Skull y Arnim Zola. Sin embargo, después de unirse a Hydra, el Barón Wolfgang von Strucker tomó el control de la organización y construyó la base de Hydra, Tsunami, conocida como la Isla Hydra. La Isla Hydra original fue invadida por Leatherneck Raiders y el Escuadrón Samurai Japonés, quienes la destruyeron. Strucker luego dirigió lentamente el objetivo de la organización hacia la dominación mundial. Esa campaña lo puso en conflicto con Charles Xavier y el futuro Magneto, entre otros, finalmente surgió la creación de la agencia original conocida como S.H.I.E.L.D., específicamente para contrarrestar la amenaza de Hydra a la seguridad mundial, una vez que las operaciones de esta se volvieron descaradamente públicas. Nick Fury fue designado como director ejecutivo de S.H.I.E.L.D, después de que Hydra aparentemente asesinó al primer director ejecutivo, el coronel Rick Stoner. Los agentes de Hydra intentaron asesinar a Nick Fury antes de su nombramiento como director de S.H.I.E.L.D., pero fallaron.
Después de varias campañas fallidas de Hydra, incluido el fracasado intento de chantaje mundial con Betatron Bomb, la creación del Overkill Horn (diseñado para detonar todos los explosivos nucleares en el mundo) y varios agentes de Hydra engañados, la organización intentó crear la bomba de bioingeniería «Death-Spore», que provocó directamente la muerte de von Strucker por primera vez a manos de Fury. A raíz de la muerte de von Strucker, los componentes de Hydra que se salvaron se dividieron en facciones, cada una de las cuales adoptó su propio modus operandi reorganizado. Varias de estas facciones desarrollaron «superagentes» que ocasionalmente se separarían para convertirse en operativos independientes, o, en algunos casos más raros, en superhéroes como la primera Spider-Woman. Durante esta era, la amenaza colectiva de Hydra fue mitigada no solo ocasionalmente en luchas internas, sino también por su propia política operativa de castigar el fracaso con la muerte, la cual provocó que los agentes se mataran entre sí más a menudo que sus pretendidas víctimas. Hydra con frecuencia fue derrotada por S.H.I.E.L.D., varios superhéroes e incluso civiles sin poderes, como el equipo de carreras de motocicletas, Equipo América. Von Strucker finalmente fue revivido, y reunió varias de las facciones de Hydra bajo su liderazgo, renovando su campaña contra S.H.I.E.L.D. y la humanidad por varios años más.
A pesar de la reorganización del grupo, varias facciones de Hydra independientes continuaron operando alrededor del Universo Marvel, y más tarde se produciría una guerra civil en Hydra. Mientras que el barón Helmut Zemo había dejado inmovilizado a von Strucker para sus propios fines, Gorgon y la segunda esposa de von Strucker, Elsbeth von Strucker, crearon místicamente un clon de Von Strucker, a quien prepararon para fallar, permitiendo que lo ejecuten públicamente, después de que –como parte de una alianza con La Mano– utilizaron un ejército de superhéroes y supervillanos con lavado de cerebro, incluidos Northstar y Elektra, para lanzar un asalto masivo contra S.H.I.E.L.D. El asalto finalmente fue repelido, y Wolverine posteriormente mata a Gorgon.
Más tarde, Hydra planeó un ataque total contra los Estados Unidos mediante el contrabando de misiles a Nueva York para su uso en un ataque planeado con armas biológicas en el Acuífero Ogallala. Formaron una distracción mediante el uso de un equipo que tenía los poderes duplicados de varios Vengadores (Iron Man, el Capitán América, y los antiguos Vengadores Thor y Hawkeye), pero inevitablemente fueron detenidos por Spider-Man y los otros Nuevos Vengadores.
Cuando Jessica Drew / Spider-Woman fue capturada por S.H.I.E.L.D. durante los eventos de Civil War, Hydra asaltó el Helicarrier de S.H.I.E.L.D. y la liberó. Spiderwoman, agente de S.H.I.E.L.D. y miembro de los Vengadores, había estado trabajando de incógnito para Hydra bajo las órdenes de Nick Fury, ahora depuesto como Director de S.H.I.E.L.D. después de los acontecimientos de Secret Wars, a quien todavía era leal. Hydra reveló que sabían de su traición, y querían que reemplazara a Viper como su líder actual, ya que ella era inestable. Spider-Woman rechazó su oferta, destruyendo en una explosión la base Hydra a la que la habían llevado.
Cuando Spider-Woman reveló su verdadera identidad como la Reina Veranke del Imperio Skrull, Hydra se quedó con un vacío en el control de su organización, que luego fue ocupada por el congresista Woodman. Bajo su mandato, el joven Hardball, facultado por el Power Broker, es nombrado agente doble, actuando como recluta de Iniciativa y como espía de Hydra, con el rol de reunir información sobre la Iniciativa y hacer recados para Hydra, a cambio del secreto y la costosa atención de salud que necesitaba su hermano, un exluchador de la UCWF, que estaba lisiado en el ring.
Hardball, sin embargo estaba profundamente herido y avergonzado por los compromisos que Woodman lo obligó a soportar, y debido al intento de Komodo de sacarlo de Hydra contando sus secretos a su líder de campo, Gravedad, mata sin piedad al congresista Woodman frente a sus subordinados. Su «ersatz coup d'état» vale la pena, y Hardball es nombrado como el nuevo líder supremo de la organización, rompiendo todos los vínculos con su vida anterior. Sin embargo, su unión con Hydra fue simplemente la causa por no tener otro lugar adonde ir. Se entrega a la Iniciativa de las Sombras y es enviado a la prisión de la Zona Negativa, destruyendo su célula de Hydra.
Después de los eventos de Secret Invasion, Nick Fury descubrió que S.H.I.E.L.D. estaba bajo el control de Hydra, y aparentemente lo había sido desde el principio. También descubrió varias organizaciones bajo el presunto control de Hydra, incluida la Subdirección de Ciencia y Tecnología del FBI de los Estados Unidos, NSA y el Departamento del Tesoro de los Estados Unidos, junto con la Dirección Principal de Inteligencia de Rusia, el Servicio de Inteligencia Extranjera, y el Servicio de Inteligencia de Seguridad de Canadá.
Mientras tanto, después de haber destruido la sede submarina de Hydra, Ichor, debido a que fue infiltrada por la fuerza invasora Skrull, Von Strucker reconstruyó Hydra desde cero y, al enterarse de que Fury había descubierto la verdad, volvió a convocar a las otras cabezas principales de Hydra: Viper, Madame Hydra, Kraken y Hive, también revivió a Gorgon con el propósito de mostrar el «verdadero Yo» de Hydra al mundo.
Hydra (junto con AIM) apareció más tarde en una alianza con H.A.M.M.E.R. Tras la derrota de Norman Osborn, H.A.M.M.E.R. se disolvió, con Madame Hydra utilizando los miembros restantes para reforzar Hydra.
Después de que se expuso la existencia de Pleasant Hill, una comunidad ultra secreta donde Maria Hill encarceló a varios supervillanos y les lavó el cerebro para hacerles creer que eran civiles comunes a través de un cubo cósmico inteligente llamado Kobik, el lugar posteriormente se cerró, el clon de Red Skull usó la reacción posterior en la comunidad de inteligencia para armar una nueva versión de Hydra, comenzando con Sin y Crossbones. Aunque sus esfuerzos aún se centraban en la reconstrucción de la organización, ya había obtenido una victoria significativa, después de que el Cubo Cósmico sintiente fue 'criado' por Red Skull, en forma de una niña pequeña, para ver a Hydra como una gran organización, alteró los recuerdos de Steve Rogers para que creyera que había sido un agente durmiente de Hydra desde la infancia.
Durante la historia del Imperio Secreto, los planes de Hydra se cumplieron, ya que Steve Rogers utilizó el Escudo de Defensa Planetario para atrapar a los que estaban luchando contra los Chitauri, arrojándolos más allá del escudo y haciendo que el Barón Zemo usara el Darkhold para mejorar los poderes de Blackout y atrapar a todo Manhattan dentro de la Fuerza Oscura. Después de tomar el control político y militar de los Estados Unidos, Hydra procedió a acorralar y encarcelar a todos los inhumanos, y todos los mutantes fueron condenados al territorio de Nueva Tian en el oeste de California. El Capitán América formó la versión de Hydra de los Vengadores, que consiste en Bruja Escarlata (quien está poseída por Chthon), Visión, que sufría de un virus de influenza aviar creado por Arnim Zola, Odinson, Taskmaster, Deadpool, el Life Model Decoy de Eric O'Grady, la contraparte de la Hormiga Negra, y la forma superior del Doctor Octopus. A lo largo de este período, Hydra encontró resistencia del Subterráneo. Sam Wilson, el Falcon original, y actualmente el Capitán América totalmente nuevo, trajo esperanza a la resistencia con un plan para traer de vuelta a su verdadero Capitán América, usando el otro Cubo Cósmico bajo la mano de Scott Lang y el Soldado del Invierno en el traje de Hydra con el Cubo Cósmico infundido del Hydra Supremo. Cuando Hydra comenzó a caer, la mayoría de los miembros de los Vengadores de Hydra, Odinson, Taskmaster y Hormiga Negra, comenzaron a traicionar a Hydra, uniéndose a la resistencia, mientras Visión y Bruja Escarlata fueron liberados del control de los villanos. Deadpool lamentó haber traicionado a sus amigos, y haber matado a Phil Coulson y Emily Preston, además de haberle mentido a la familia de Emily, y Maria Hill. Kobik le regresa al Capitán América sus verdaderos recuerdos intactos, y con el antiguo Hydra Supremo Steve Rogers derrotado, el reinado de Hydra sobre los Estados Unidos llega a su fin, con grandes bajas entre las que destacan Rick Jones, Phil Coulson y Black Widow, quienes fueron asesinados.

## Otras versiones

### Amalgam Comics
Otra versión de Hydra apareció en Amalgam Comics. Son muy similares a la Hydra normal y usan los mismos atuendos verdes y amarillos, pero con ojos negros en lugar de rojos. Aparecen por primera vez en Super-Soldier #1 y están liderados por Lex Luthor (más tarde conocido como Green Skull).

### Exilios
Otra versión alternativa de Hydra aparece en Exilios #91-94, donde están en marcha con su plan para dominar el mundo. Esta versión está dirigida por Madame Hydra (Sue Storm, alias; la Mujer Invisible en el universo regular de Marvel) y su amante, Wolverine. Varios otros superhumanos, entre ellos el Capitán América (ahora el Capitán Hydra) y Slaymaster, son agentes de Hydra en este mundo.

### Secret Wars (2015)
Durante la historia de Secret Wars, hubo diferentes variaciones de Hydra que residen en Battleworld:
- Una versión de Hydra gobierna el dominio del Battleworld del Imperio Hydra, que se basa en los restos de la Tierra-85826. Los miembros de Hydra están formados por Arnim Zola, Grant Ward, Dum Dum Dugan, Nick Fury, Jr. y Sapo. Además de las asesinas femeninas poseídas por la versión de Hydra de los Simbiontes llamadas Vipers, Hydra también tiene su versión de los Vengadores que consiste en Capitán Hydra (Leopold Zola), Chancellor Cassandra, Doctor Mindbubble, Iron Baron (Baron Strucker), Lord Drain y Venom.[27]
- Otra versión de Hydra reside en el dominio Battleworld llamado Ciudad Amurallada de Nueva York, que se basa en los restos de Tierra-21722. Los miembros de Hydra están formados por Arnim Zola, Baron Strucker, Baron Heinrich Zemo, Hank Johnson, MODOK, Red Skull y Viper. Hydra controla una sección de la Ciudad Amurallada de Nueva York en oposición a la sección de S.H.I.E.L.D.[28]

### Ultimate Marvel
La versión Ultimate Marvel de Hydra aparece cuando Spider-Man fue dado por muerto después de los eventos de la historia del Ultimatum. J. Jonah Jameson recordó el momento en que Spider-Man salvó a Tony Stark de un ataque de Hydra, liderado por Viper.
En el título Ultimate más reciente, Hydra ha sido descrita como una organización «antigubernamental» (aunque su filosofía política es deliberadamente vaga). Modi (el hijo de Thor) es visto en lealtad con ellos, adquiriendo armas del Proyecto Pegaso, incluso a usado la Gema de la Mente del Director Flumm (para intentar matar al Presidente de EE. UU.) y Spider-Man es atacado por la Mujer Gigante (hasta ser detenida por su «ataque de veneno»). Ambos son derrotados por S.H.I.E.L.D. y los Ultimates aunque algunos miembros escaparon.
Nick Fury más tarde se hizo pasar por Escorpio y se infiltró en Hydra encontrándose con Abigail Brand, un soldado de Hydra que captura y trae a Fury al Comandante Crimson. El Comandante Crimson luego envía a Brand al Campo de Cabezas de la Muerte junto con Fury hasta que son rescatados. La Directora de S.H.I.E.L.D., Monica Chang, concede a Fury permiso para volver a formar los Comandos Aulladores y detener a Hydra.

## En otros medios

### Televisión
- Hydra ha hecho aparición en el episodio «Entra: She-Hulk» de la serie animada The Incredible Hulk. Hulk y She-Hulk unen fuerzas en combate contra Hydra. El Supremo Hydra principal fue Steve Perry.

- Hydra aparece en X-Men: Evolution. En los episodios «X23» y «Objetivo X», la organización estuvo detrás de la creación de X-23 a partir del ADN de Wolverine, y Viper es la Hydra Suprema, mientras que Omega Red y Gauntlet se muestran como mercenarios al servicio de Hydra.

- Hydra aparece también en la serie animada The Super Hero Squad Show, en el episodio «Alboroto en la parte inferior del mundo», Barón Strucker conduce a las fuerzas de Hydra para que ataquen una base de S.H.I.E.L.D. en la Antártida y utilizar la tecnología allí con el fin de dirigirse a otro mundo.

- Hydra aparece en la serie de The Avengers: Earth's Mightiest Heroes, primera temporada:
  - Apareció por primera vez en el episodio «Conoce al Capitán América» como una rama de la Alemania nazi bajo las reglas del Barón Heinrich Zemo con Red Skull como súper soldado del grupo.[34] En ese momento, Red Skull utiliza los recursos de Hydra y una piedra rúnica de secuestrar bestias mitológicas nórdicas de los Nueve Reinos y someterlos a su control antes de que el Capitán América y Bucky Barnes frustraron el esquema. Hydra continuó con sus intentos de dominar el mundo después de la guerra bajo el liderazgo del Baron Wolfgang von Strucker antes de su captura.

- - En el episodio de «La Llegada de Iron Man», Hydra robó un poco de tecnología de Industrias Stark para reforzar acorazados para un ataque a las Naciones Unidas antes de ser derrotado por Iron Man con los agentes capturados adoptadas para la bóveda donde Strucker es encerrado. Sin embargo, se revela como un intento de la Parca para liberar a Strucker antes de la propia encarnación de Grim Reaper antes de que lograron escapar durante el episodio de dos partes «La Fuga».

- - El episodio «Hulk contra el Mundo» reveló que la Viuda Negra es una doble agente de Hydra que roba el ADN de Hulk y enmarca a Hawkeye como un agente doble. En el episodio «Leyenda Viva», Zemo encuentra a Strucker como líder de Hydra sin embargo, permite el estado de Strucker mantuvo solo mientras que Zemo aparentemente está en la ruptura de los lazos con la organización.

- - En el episodio «La Búsqueda de la Pantera», Reaper y Hydra lograron recoger algunos Vibranium del Hombre Mono y Ulises Klaw cuando el Hombre Mono se apoderó de Wakanda.

- - En el episodio «El Piquete de la Viuda», Grim Reaper y Hydra se reúnen con M.O.D.O.K. y AIM para una transacción que ayudaría en la creación del cubo cósmico que se estrelló con la búsqueda de Ojo de Halcón Negro para la Viuda. Grim logra escapar (no saber de trazador de Ojo de Halcón), mientras que tanto los agentes derrotados de Hydra y AIM fueron detenidos por S.H.I.E.L.D. Cuando Hawkeye, Mockingbird, Capitán América y Pantera Negra trazan a Grim Reaper a la Isla Hydra, los héroes terminan luchando contra las fuerzas de Hydra. Strucker activa del equipo de autodestrucción de secuencia Fenris. Aunque Hawkeye va tras Viuda Negra y Strucker. Hawkeye es salvado por la viuda Negra que en secreto ataca a Strucker al intentar tomar la juventud de Hawkeye. Viuda Negra escapa de la isla Hydra con Strucker mientras Grim y Madame Hydra (que más tarde se reveló como un Skrull) y los agentes de Hydra restantes presentes son detenidos por S.H.I.E.L.D. A la espera de M.O.D.O.K., Viuda Negra le dice que Strucker fue atacado por Pantera Negra en la espalda. M.O.D.O.K. llega y le dice Strucker que el cubo cósmico fue un fracaso y le devuelve el dinero. Después de dejar a M.O.D.O.K., Strucker sospecha que M.O.D.O.K. estaba mintiendo sobre el cubo cósmico en ser un fracaso.

- - En el episodio «Hail Hydra», Hydra y AIM desgarran la ciudad aparte para el control del cubo cósmico, obligando a los Vengadores para intervenir. Se revela que la Viuda Negra era un agente doble que se infiltró en Hydra por Nick Fury para conocer la naturaleza del cubo cósmico. Al final, los Vengadores se impusieron cuando ambos Strucker y el Capitán América tocaron el cubo cósmico y parecía como si nada hubiera pasado. Los agentes y Strucker fueron detenidos por S.H.I.E.L.D.

- Hydra aparece en la nueva serie de Avengers Assemble:
  - El grupo se ve ocasionalmente a lo largo de la primera temporada. Son vistos por primera vez en el episodio «El Protocolo de los Vengadores, Pt. 1» ya que son las fuerzas dirigidas por Red Skull. Ellos primero pelean contra el Capitán América y Iron Man. El grupo continúa luchando en nombre de Red Skull, pero son derrotados por los Vengadores. También a través de la primera temporada, tanto la armadura de Iron Skull y el submarino de la Camarilla son vistos con el símbolo de Hydra.

- - Hydra hace apariciones ocasionales a lo largo de la segunda temporada. Algunos agentes de Hydra se ven intenta utilizar una super-arma en el episodio «El Arsenal» antes de ser frustrado rápidamente por el Capitán América. Más agentes de Hydra se ve en el episodio «Fantasmas del Pasado», donde una rama exige la liberación de Red Skull, pero fue derrotado por el Capitán América y Falcón que se utiliza como una distracción para el propio secuestro del Soldado del Invierno. Otro grupo de Hydra se ve en el episodio «Los Vengadores Secretos» cuando los Vengadores afiliados con S.H.I.E.L.D. en rescatar a un agente de S.H.I.E.L.D. capturado que finalmente conducen a la información sobre el Dínamo Carmesí y el Hombre Radioactivo.

- - Hydra también se puede ver en la tercera temporada, Avengers: Ultron Revolution, el episodio «Salvando al capitán Rogers» muestra a agentes de Hydra dirigidos por el Barón Heinrich Zemo que combaten con el Capitán América y Bucky Barnes. Esto fue parte del Barón Helmut Zemo en hipnotizar a Rogers para encontrar laboratorio secreto de Heinrich, un perfecta suero de súper soldado de su padre. Posteriormente, Helmut utiliza su propio suero supersoldado imperfecto en sus operativos de Hydra para distraer a Iron Man y Viuda Negra. A pesar de ser convertido en grandes bestias, los soldados Hydra de Helmut finalmente se cansan y también son derrotados por los dos Vengadores justo cuando Helmut se inyecta efectivamente a sí mismo con uno de sueros super-soldado de Heinrich. En el episodio «En el futuro», la Segunda Guerra Mundial de soldados de Hydra durante un tiempo saltado en la lucha entre el Capitán América y Kang el Conquistador. El grupo se ve otra vez en el episodio «Viendo Doble», como parte de la rama de Baron Strucker. Gracias a la nueva Viuda Negra, Yelena Belova, Strucker ha capturado a Bruce Banner y modificado en un Hulk del Invierno hasta que la Viuda Negra original llegó a los sentidos de Hulk del Invierno. Strucker fue derrotado mientras que Belova se escapó. En, «Los U-Foes» unos científicos de Hydra, al ser expuestos en una tormenta gamma con una nave espacial robada y se transforman en los U-Foes donde planean hacerse cargo de Hydra, hasta que los Vengadores engañan a los U-Foes a entrar en una habitación en la que fueron sometidos por un gas nocaut.

- Hydra solo aparece en la segunda temporada de Hulk and the Agents of S.M.A.S.H., episodio 22, «Un Futuro Aplastante 4ª Parte: Los Años de Hydra», cuando Hulk ayuda al joven Capitán América a detener los planes de Red Skull y el Líder, en la Segunda Guerra Mundial. Mientras que hoy, She-Hulk, A-Bomb, Hulk Rojo y Skaar luchan junto a un viejo Capitán América para liberar al mundo de Hydra, la cual es liderada ahora por el Líder.

- Hydra aparece en la cuarta temporada de Ultimate Spider-Man vs. Los Seis Siniestros. En la temporada 1 de un «Un Gran Poder», Spider-Man se imagina Nick Fury en lucha contra los soldados de Hydra (en su descripción original). Hydra tiene un papel central en esta cuarta temporada con Arnim Zola y Crossbones como miembros conocidos:[35]
  - En las dos partes de «El Ataque de Hydra», el Doctor Octopus colabora con Zola. Después de usar un Octobot especial que tomó el control de los nanobots de Enjambre para convertir el Tri-Carrier de S.H.I.E.L.D. en la Isla Hydra y atacar al Triskelion. Posteriormente Zola condujo a su propio ejército de duendes Hydra transformados de los Soldados Hydra seleccionados por el Doctor Octopus utilizando la Fórmula del Duende. Sin embargo, Spider-Man y Araña Escarlata cooperan con Norman Osborn en crear un suero anti-Duende para restaurar los duendes Hydra en volver a la normalidad. Con ayuda adicional del Agente Venom y Araña de Hierro, Spider-Man y Araña Escarlata envían a la Isla Hydra (y Zola) a Saturno, mientras que Doc Ock escapa. Episodios posteriores muestran Doc Ock utilizando recursos de Hydra para eliminar a Spider-Man en contradicción con los planes de sus nuevos empleadores.

- - En el episodio 3, «A Miles de Kilómetros de Casa» muestra a Doc Ock y Barón Mordo en utilizar el Sitio Peligroso para convocar a una realidad alternativa del Duende Verde con Spider-Man que recibe ayuda del Doctor Extraño y Chico Arácnido para evitar más daños inter-dimensionales.

- - En el episodio 6, «El Doble Agente Venom», muestra a Doc Ock tratando tomar al simbionte Venom en Hydra, sobre un gran disgusto de Zola.

- - En el episodio 8, «El Anti-Venom», representa Doc Ock como el creador del Anti-Venom, con el científico de Hydra, su asistente Michael Morbius.

- - En el episodio de dos partes «Los Nuevos 6 Siniestros», cuando los 7 Siniestros pelean en la Academia S.H.I.E.L.D., mientras que el Dr. Octopus roba el arma anti-Hydra de Curt Connors (estando en la casa de la tía May). A pesar de los mejores esfuerzos de Spider-Man, Doc Ock utiliza el arma anti-Hydra para convertir la isla Hydra de Zola al traicionarlo, en su propia isla Octopus hasta que la Araña Escarlata cambio de corazón al traicionar a Ock, y hundiendo su isla al mar.

- - En el episodio 12, «La Agente Web», después del fallecimiento de Zola y la destrucción de la isla Hydra, Crossbones se convirtió en el líder en funciones de Hydra donde dirigió diferentes parcelas de Hydra como tratar de capturar a Fury y a Madame Web.

- - En los 3 episodios de «La Saga Simbionte», por orden de Crossbones, Morbius recrea al simbionte Carnage con ayuda de Doc Ock, al traicionar a Hydra, con el fin de poner en marcha a otras ubicaciones.

- - En el episodio 22, «Los Destructores de Arañas, Pt. 2», la isla Hydra es resurgida nuevamente por Zola para atacar la ciudad, también controla a las creaciones de Ock, los Spider-Slayers para destruir a Spider-Man, pero la Red de Guerreros llega y destruyen los controles provocando que la isla se hunda nuevamente en el mar, Zola se oculta en el comunicador de Spider-Man, y es arrojado al mar.

- Hydra aparece en Spider-Man.[36] Los miembros conocidos son Arnim Zola y Calavera. Hydra aparece por primera vez en «La Isla Arácnida Parte 2», donde Arnim Zola y Calavera lideran a los agentes de Hydra para obtener la llave de una bóveda de Vibranium donde se enfrentan a Spider-Man, Spider-Gwen y Black Widow incluso cuando algunos de los Hydra los agentes comenzaron a desarrollar poderes araña. Con la ayuda de los ciudadanos con arañas, Spider-Man, Spider-Gwen y Black Widow vencieron a Calavera y los agentes de Hydra con él, mientras que Arnim Zola y los demás agentes de Hydra escaparon.

### Cine
- Hydra hizo su primera aparición en la película para televisión Nick Fury: Agent of S.H.I.E.L.D. estelarizada por David Hasselhoff como Nick Fury, en donde la organización es la principal antagonista.
- Los agentes de Hydra aparecen en la película animada Ultimate Avengers 2 que lucha contra el Capitán América. Visto al principio de la película, son identificables por sus uniformes verdes.
- Hydra apareció en Heroes United: Iron Man y Hulk. Los científicos de Hydra, el Dr. Cruler y el Dr. Fump contratan a Abomination para atrapar a Hulk para un experimento. Más tarde encienden la Abominación para usarlo en el mismo experimento.
- Hydra aparece en Heroes United: Iron Man y Capitán América.[37]

### Universo cinematográfico de Marvel
Hydra es un elemento clave en el Universo cinematográfico de Marvel, fundado en la creencia de que no se puede confiar en la humanidad con su propia libertad y debe ser subyugada por su propio bien. Más tarde se revela que el verdadero Hydra es un culto fanático que adora a una antigua y poderosa entidad inhumana.
- Hydra aparece en la película de 2011 Capitán América: el primer vengador como villanos principales de la película. En dicho film, el científico Arnim Zola es representado como miembro de Hydra. Es reinventada como la rama de ciencia avanzada del Tercer Reich, utilizando varios aviones experimentales tales como el Focke-Wulf Triebflügel VTOL y un bombardero intercontinental enorme de ala voladora basaron en parte en el diseño del Horten Ho 229,[38][39] y también están armados con tecnología avanzada fuertemente impulsada por el mítico Tesseracto (aludido de ser de origen asgardiano y luego confirmado en Los Vengadores). Son dirigidos por Red Skull, quien está obsesionado con el aprovechamiento de artefactos mágicos y alienígenas en su intento de apoderarse del mundo. Finalmente, la organización planea traicionar a la Alemania Nazi después de que los aliados sean derrotados, matando a tres oficiales nazis para encubrir los verdaderos motivos de Red Skull. Al final, Red Skull al parecer es incinerado al tocar el Tesseracto y las bases de Hydra son sistemáticamente destruidas por el Capitán América y sus aliados.
- En Los Vengadores, es revelado que S.H.I.E.L.D. reunió todo lo que estaba relacionado al Tesseracto (entonces en posesión del hermano adoptivo de Thor, Loki), incluida la tecnología de Hydra. Un plan conocido como «Fase Dos» aborda usar el Teseracto para desarrollar armas, usando las armas de Hydra como planos, que Rogers acaba de descubrir en el Helicarrier.
- Hydra regresa en Capitán América: El Soldado del Invierno. A pesar de la aparente disolución de la organización. Arnim Zola encontró a Bucky Barnes después de que cayera de su presunta muerte y experimentó y le hizo un lavado de cerebro para que se convirtiera en su agente y lo equipara con un brazo biónico, para reemplazarlo por el izquierdo. Cuando se fundó S.H.I.E.L.D., Arnim Zola plantó agentes de Hydra en varias organizaciones de inteligencia en un plan de décadas para convencer a la humanidad de que renunciara a su libertad de seguridad mediante la organización de asesinatos y conflictos internacionales. Después de que la conciencia de Zola se trasplantó a una computadora, el liderazgo de Hydra llegó al miembro principal de S.H.I.E.L.D., Alexander Pierce, así como a varios miembros de S.T.R.I.K.E. (incluidos Brock Rumlow y Jack Rollins). Cuando Nick Fury y el Consejo Mundial decidieron poner en marcha el «Proyecto: Insight», Hydra planeó en secreto usar su ventaja para eliminar cualquier amenaza conocida (o potencial) contra ellos. El Capitán América, Black Widow, Fury y Falcon descubren esto y exponen el plan de Hydra ante el mundo, al mismo tiempo que logran detener el Proyecto: Insight en el proceso. Después de la destrucción de los planes maestros de Hydra con la muerte de Pierce y también el colapso de S.H.I.E.L.D., se muestra que los grupos pequeños de Hydra aún están activos (como se revela en Agents of S.H.I.E.L.D.). La escena post-créditos muestra al Barón Strucker supervisando el final de S.H.I.E.L.D.
- Hydra aparece en Agents of S.H.I.E.L.D., una serie de televisión ambientada en el Universo cinematográfico de Marvel.
  - Durante la primera temporada, en el episodio "0-8-4", el equipo del agente de S.H.I.E.L.D Phil Coulson viaja a Perú a investigar un "0-8-4", un objeto desconocido que le concierne a S.H.I.E.L.D. El objeto es descubierto como un arma con energía del Teseracto, diseñado por científicos nazis y/o de Hydra sobrevivientes que escaparon de la justicia de los aliados después de la Segunda Guerra Mundial. En el episodio "Seeds" Leo Fitz y Jemma Simmons hacen referencia a Hydra junto con A.I.M. (Iron Man 3) y el Proyecto Ciempiés cuando dan un discurso a los estudiantes de la academia de Ciencia y Tecnología de S.H.I.E.L.D. sobre estas organizaciones del mal. En el episodio "Turn, Turn, Turn" se enfrentan con el resurgimiento de Hydra dentro de S.H.I.E.L.D. como se ve en el filme Capitán América y el Soldado del Invierno. En el mismo episodio se revela que los agentes John Garrett y Grant Ward son operativos de Hydra. Los episodios restantes de la primera temporada tratan sobre el enfrentamiento contra Hydra, a pesar de la caída de S.H.I.E.L.D. y de que la organización ha sido tachada de terrorista por la revelación de Hydra.
  - Durante la segunda temporada Hydra se mantiene dividida entre la facción americana, dirigida por Daniel Whitehall, y la de Strucker. La muerte de Whitehall, de casi todas las cabezas de Hydra y la de Strucker provocó un vacío en toda la organización al final de la temporada.
  - Durante la tercera temporada Grant Ward decide fundar una nueva facción de Hydra, completamente distinta a la antigua. Este recibe la ayuda de un antiguo miembro, Gideon Malick. En el episodio "Many Heads, One Tale" de la 3ª temporada se descubre que Hydra se originó mucho antes de que Cráneo Rojo llegara a asumir el liderazgo. Su origen se remonta, al menos, al primer inhumano desterrado de la tierra. Los fundadores de Hydra fueron sus leales soldados y mediante los monolitos fueron enviando "voluntarios" para encontrar la forma de hacerle regresar a la Tierra. Además se desvela que la U.C.A.A. (Unidad de Control de Amenazas Avanzadas) creada por el Gobierno de Estados Unidos, está controlada por Malick y busca crear un ejército de inhumanos para conquistar el mundo. En el episodio "Maveth", cuando Ward es asesinado por Coulson, el inhumano parásito, Hive, sale del cuerpo de Will Daniels, y se introduce en el cuerpo de Ward, hasta llegar a la Tierra, encontrándose con Malick y al traicionarlo, toma el control de Hydra. Al final de la temporada fue derrotado y destruido por el sacrificio del agente de S.H.I.E.L.D., Lincoln Campbell.
  - En la cuarta temporada, se menciona que algunos exagentes de Hydra se unieron a otro equipo llamado los Watchdogs. Durante la última parte de la temporada, los agentes visitan una realidad alterna dentro de un mundo virtual creado por Holden Radcliffe, similar a la Matrix, en la que Hydra ha logrado vencer y dominar el mundo bajo el control del Life Model Decoy de AIDA que adoptó la personalidad de Viper.
  - En la quinta temporada, otra facción liderada por el antiguo estudiante de Daniel Whitehall, la General Hale busca unir a S.H.I.E.L.D. y Hydra para enfrentar una posible invasión de una alianza alienígena llamada Confederación, cuando se trata de la amenaza inminente de Thanos.
  - En la séptima temporada, los objetivos de los cazadores Chronicom incluyen a un joven Freddy Malick. El mejorado Chronicom Life Model Decoy de Phil Coulson y Daisy Johnson afirma que "para salvar a S.H.I.E.L.D., tenemos que salvar a Hydra".[40]
- En Avengers: Age of Ultron, una rama de Hydra bajo el Barón Strucker y el Dr. List (Henry Goodman) ha estado utilizando el cetro de Loki obtenido de Thanos para crear armas, así como los superhumanos Quicksilver y Bruja Escarlata. Durante la incursión de los Vengadores en la guarida de Strucker en Sokovia, el Dr. List es asesinado por Iron Man, mientras que Strucker fue capturado por los Vengadores y luego asesinado por Ultron.
- En Ant-Man: El Hombre Hormiga, aparecen un grupo de agentes de Hydra liderados por Mitchell Carson, quién quiere comprar la tecnología de reducción de crudo de Darren Cross. Ant-Man es capaz de vencer a los agentes de Hydra, sin embargo, Carson escapa con un vial de las partículas improvisadas alias "Cross Particles" mientras es atacado por hormigas.
- En Capitán América: Civil War, se explica además cómo Hydra usó al Soldado del Invierno para matar a Howard Stark y Maria Stark con el fin de obtener muestras del Suero del Súper Soldado que Vasily Karpov usó para crear más Soldados del Invierno en una base de Siberia. Helmut Zemo interroga y ahoga a Karpov en su departamento para obtener acceso a la programación de Soldado del Invierno. Sus últimas palabras son «Hail Hydra». Una vez que Zemo llega a la base de Siberia, mata a los cinco Soldados de Invierno en criostasis y obtiene una cinta de video de los archivos de la base que es crucial para su verdadero plan.
- En Avengers: Infinity War, cuando Thanos (la mayor amenaza que el mundo ha estado esperando) aniquiló la mitad del universo, se desconoce si algunos agentes de Hydra fueron desintegrados o no por el titan.
- Hydra aparece en Avengers: Endgame. El viaje en el tiempo del Capitán América se encuentra con los agentes durmientes de Hydra haciéndose pasar por agentes de S.H.I.E.L.D. en 2012. Se reveló que S.H.I.E.L.D. reunió todo lo relacionado con el Tesseracto, incluido el cetro de Loki. Sabiendo que están con Hydra, los engaña para que le entreguen el cetro de Loki susurrando "Hail Hydra".
- Hydra aparece en un flashback en el episodio "Previously On" de la miniserie de acción real de WandaVision, en el que observan a Wanda entrar en contacto con el cetro de Loki y la Gema de la Mente.
- Una versión alternativa de la línea de tiempo de Hydra aparece en la serie animada de Disney+ What If...?, episodios "¿Qué pasaría si... la Capitana Carter hubiera sido la primera Vengadora?" y "¿Qué pasaría si... El Guardian Rojo se uniera al Soldado del Invierno?".

### Videojuegos
- Hydra aparece en X-Men: El juego oficial. En el juego, Hydra es parcialmente responsable de la creación de los robots Master Mold y Centinela junto a William Stryker. Bajo las órdenes de su líder Samurái de Plata, Hydra se infiltra en la base de Stryker para eliminar toda la evidencia y el equipo Centinela, y por accidente, activó el Master Mold.
- Hydra es el principal villano en el raro videojuego Sega 32X titulado Spider-Man: Web of Fire.
- En Marvel: Ultimate Alliance 2, uno de los niveles incluye una antigua base de Hydra que el grupo Anti-Registro estaba usando.
- La base aérea de Hydra se puede ver atacando al Helicarrier de S.H.I.E.L.D. en la etapa de este último en Marvel vs. Capcom 3: Fate of Two Worlds. El logotipo de la organización también se puede ver en el automóvil que intenta ejecutar a She-Hulk en uno de sus movimientos especiales.
- Hydra aparece en el videojuego Capitán América: supersoldado.
- Hydra aparece en Marvel: Avengers Alliance. Los miembros conocidos incluyen el Barón Helmut Zemo, Moonstone, Viper y el Hydra Four. Las Armaduras Poderosas de Hydra aparecen como jefes y se crearon a partir de la tecnología robada de Industrias Stark. Sus soldados de infantería consisten en Hydra Ballistas, Hydra Burners, Hydra Cannons, Hydra Judicators, Hydra Officers, Hydra Pyros, Hydra Soldiers y Hydra Vanguards.
- Hydra aparece en Avengers Initiative, con sus miembros sirviendo como enemigos en los Capítulos Capitán América del juego.[41]
- Hydra aparece en Marvel Heroes.
- Los agentes de Hydra aparecen en Lego Marvel Super Heroes. Se los ve con Red Skull y Arnim Zola en una base secreta de Hydra debajo del Empire State Building. Un agente de Hydra es un personaje desbloqueable.
- Hydra aparece en Lego Marvel Super Heroes 2.[42] Los miembros conocidos incluyen Red Skull, Baron Zemo, Arnim Zola, la versión Hydra Supreme del Capitán América y el Hydra Four. Una sección de Chronopolis es el Imperio Hydra, que fue tomado de una realidad en la que Hydra ganó la Segunda Guerra Mundial y gobernó el mundo. El Capitán América, la Pantera Negra y el Señor de la Estrella siguen a Klaw e Hydra Cuatro miembros, Bowman y Táctico, al Imperio Hydra siguiendo el robo de Vibranium en Wakanda. Además de luchar contra Klaw, el Capitán América, la Pantera Negra y el Señor de las Estrellas tuvieron que luchar contra los Soldados de Vibranium y el Barón Zemo en su biplano. Una misión extra narrada por Gwenpool que tuvo lugar en el Imperio Hydra tuvo Morbius el Vampiro Viviente, Hombre-cosa, y N'Kantu la Momia Viviente construyendo una carroza para el Desfile Honorario del Cráneo Rojo en la Plaza Hydra.
- Hydra aparece en Marvel Ultimate Alliance 3: The Black Order, en el capítulo 9 donde aparece Red Skull liderando la infiltración de Hydra en Asgard
- Hydra aparece en Marvel Future Fight. Los miembros más conocidos son personajes jugables, como Cráneo Rojo, Capitán Hydra, Calavera, Baron Zemo, Viper, Sin y Taskmaster.
- La versión de Hydra del videojuego Marvel's Midnight Suns es una secta fascista que adora a al demonio Lilith. El científico de Hydra el Doctor Faustus es la reencarnación de los valores más tradicionales de la organización, y es quien hace que los soldados de Hydra se corrompan volviéndose aún más fieles a su propia deidad.

### Presentaciones en vivo
- Los agentes de Hydra aparecen en el show de escenario, Universo Marvel: ¡EN VIVO![43]